# Émile Louis Victor Mathieu
Émile Louis Victor Mathieu (Lilla, Nord-Pas-de-Calais, 18 d'octubre de 1844 - Gant, Flandes Oriental, 18 d'agost de 1932) fou un compositor i professor musical, belga d'origen francès. Estudià al Conservatori reial de Brussel·les, i el 1869 i 1871 aconseguí el segon premi de Roma. Va ser nomenat ja el 1867 professor de l'Escola de Música de Lovaina, de la qual fou nomenat director el 1881. El 1898 succeí a A. Samuel com a director del conservatori de Gant.

## Obres
Mathieu va escriure el llibre de les seves òperes entre elles:
- L'échange (Lieja, 1863)
- Georges Daudin (Brussel·les, 1870),
- La Bernoise, (Brussel·les, 1880),
- Ricchilde (Brussel·les, 1888),
- Bathyle (Brussel·les, 1893),
- L'enfance de Roland (Brussel·les, 1895),
- Le dernière nuit de Faust (cantata, 1869),
- Le songe de Colomb (cantata, 1871),
- Torcuato Tasso's do od (cantata, 1873),
- 'Debout (cantata, 1876).
- Peuple (cantata, 1876),
- Les bois (cantata, 1894)

A més se li deuen.
- Le Hoyoux (escena lírica, 1882)
- Freyhir (escena lírica, 1884)
- Le Sorbier (escena lírica, 1890)
- Noces féodales (poema simfònic, 1873)
- Le lac (poema simfònic, 1874)
- Sous bois (poema simfònic, 1875)
- Concert per a violí i orquestra,
- Te Deum
- Cors per a homes
- melodies.